# Alexandria (Provincia Oriental del Cabo)
Alexandria es un apequeña localidad agrícola ubicada en la provincia Oriental del Cabo, en Sudáfrica, y está situada a 100 km al noreste de Port Elizabeth sobre el camino de Bushman's River Mouth, Kenton-on-Sea y Port Alfred. Alexandria es parte del Municipio local de Ndlambe, en el Distrito Municipal de Sarah Baartman.
Puede que haya sido establecida por el gobierno colonial neerlandés en el siglo XVIII, pero su nombre Alexandria se estableció en 1856 por el Reverendo Alexander Smith. Tiene un clima templado cálido y es inusual en Sudáfrica que no tenga estación seca o estación húmeda, ya que recibe precipitaciones todo el año.